# Живорад Максимовић
Живорад Д. Максимовић (Жика Макс) био је српски вајар, који је живео и радио у Чачку.

## Биографија
Рођен је 6. априла 1933. године у возу (како је сам рекао). Родом је из Љутовнице поред Горњег Милановца. Завршио је Академију примењених уметности у Београду 1964. године на катедри вајарства у категорији професора Радета Станишића. Каријеру је почео у Народном позоришту у Београду. Бавио се позоришном и филмском сценографијом. Био је слободни уметник.

## Стваралаштво
Остварио је преко 60 јавних споменика широм бивше Југославије, а најпознатије дело му је споменик интернирцима страдалим у Норвешкој који се налази на Брду мира у Горњем Милановцу.
Аутор је споменика који се налазе у Норвешкој, Италији, Аустрији, САД, Хрватској, БиХ и Црној Гори. Запажени су његови споменици у Аранђеловцу, Прељини, Балуги, Виљуши и другим местима. Има читаву галерију биста истакнутих личности и других људи на Чачанском гробљу и на јавним местима више градова. Урадио је сценографију за филм Бубе у глави. Израдио је споменике познатом травару са Романије Јови Мијатовићу и пројектанту Манастира Нова Грачаница у Сејдланду (Илиноис, САД) Милојку Перишићу.

## Награде
Добитник је 72 јавна признања за свој уметнички опус.

## Галерија
Фотографије дела из стваралачког опуса Живорада Д. Максимовића.
Додати.

## Занимљивости
- Припремио је за упис на студије више данас познатих ликовних уметника:(Михајло Ђоковић-Тикало, Лепа Сибиновић-Милошевић, Небојша Бежанић и др.)
- Писаћа машина коју је Мирослав Крлежа поклонио свом куму Драгиши Васићу била је у власништву Живорада Максимовића.
- Спорна је година рођења Живорада Д. Максимовића. Негде стоји да је рођен 1933. али највероватније да је то 1931. како је лично говорио, али нисам није био сигуран јер су га по његовим речима родитељи уписали у МКР много касније по рођењу и то по сећању.